# Conrad Bain
Pour les articles homonymes, voir Bain.
Conrad Bain est un acteur canadien naturalisé américain, né le 4 février 1923 à Lethbridge et mort le 14 janvier 2013 à Livermore.
Durant sa carrière, Bain apparaît au théâtre et au cinéma, mais est surtout connu pour ses rôles dans les séries télévisées américaines Maude et Arnold et Willy (Diff'rent Strokes).

## Biographie

### Jeunesse
Conrad Bain naît à Lethbridge, dans la province canadienne d'Alberta. Il est scolarisé à Calgary où il connaît sa première expérience d'acteur en tenant un rôle dans Our Town, pièce du dramaturge Thornton Wilder montée dans son école. Bain sert dans l'armée canadienne durant la Seconde Guerre mondiale et quitte l'armée en 1946 avec le grade de sergent. Il s'établit à New York en 1948 et étudie à l'American Academy of Dramatic Arts,.

### Carrière d'acteur
Bain se consacre principalement à la scène jusqu'au début des années 1970. L'acteur se produit pendant plusieurs années avec des compagnies de théâtre (repertory companies). Sa carrière théâtrale comprend plus d'une vingtaine de productions dans des théâtres de Broadway ou Off-Broadway,. Il débute sur les planches new-yorkaises en 1956 dans The Iceman Cometh, une pièce d'Eugene O'Neill mise en scène par José Quintero et montée au Circle in the Square Theatre,. Sa performance dans la pièce est remarquée par les critiques dramatiques. La même année, il apparaît dans l'opérette Candide de Leonard Bernstein, créée à Broadway. En 1958, il joue dans trois pièces de William Shakespeare montées dans le cadre du festival Shakespeare de Stratford, en Ontario,. Durant les années 1970, il joue notamment dans la pièce dramatique Un ennemi du peuple d'Henrik Ibsen, donnée en 1971 au Lincoln Center de New York, et dans l'adaptation d‘Oncle Vania de Tchekhov mise en scène à Broadway par Mike Nichols en 1973.
Conrad Bain tient une vingtaine de rôles au cinéma durant sa carrière, il joue entre autres dans Le Dossier Anderson (The Anderson Tapes) de Sidney Lumet et Bananas de Woody Allen. Sa carrière télévisuelle débute en 1952 dans la série Studio One, mais il doit attendre la seconde moitié des années 1960 pour être employé régulièrement,. Il apparaît alors dans des séries télévisées américaines. Bain tient un rôle récurrent dans le feuilleton Dark Shadows. Le producteur Norman Lear l'engage pour incarner le docteur Arthur Harmon dans le sitcom Maude, diffusé par le réseau CBS entre 1972 et 1978, et dont Bea Arthur interprète le personnage principal,,. L'acteur est surtout connu du grand public pour avoir incarné Philip Drummond dans Arnold et Willy (Diff'rent Strokes). La série met également en vedette Gary Coleman et Todd Bridges dans les rôles-titres. Elle est diffusée pendant huit saisons à partir de 1978, sur NBC puis CBS. En 1987, il interprète le chef d'état-major (chief of staff) du président des États-Unis dans la série Mr. President (en). Par la suite il n'apparaît que rarement à l'écran. Gary Coleman et Conrad Bain reprennent les rôles d'Arnold et Philip Drummond dans le dernier épisode de la série Le Prince de Bel-Air (The Fresh Prince of Bel-Air). Bain fait une dernière apparition en 2011 dans un épisode de la série Unforgettable.

## Vie privée
Conrad Bain obtient la nationalité américaine en 1946. Il fait partie des fondateurs de la coopérative de crédit Actors Federal Credit Union (en), créée en 1962 afin d'aider les acteurs à obtenir des crédits bancaires,.
Le frère jumeau de Conrad Bain, prénommé Bonar, meurt en 2005. L'artiste Monica Sloan, qu'il épouse en 1945 et avec laquelle il a trois enfants, disparaît en 2009.
Bain meurt à son domicile de Livermore, en Californie, le 14 janvier 2013 d'un accident vasculaire cérébral,. Il était lié avec son fils adoptif à l'écran, Todd Bridges (Willy), le soutenant entre autres durant les années difficiles ayant suivi l'arrêt de la série. Anéanti par la mort de Bain, Bridges a dit de lui qu'il l'avait mieux traité que son propre père.

## Filmographie

### Cinéma
- 1968 : Police sur la ville (Madigan) : Hôtel clerk
- 1968 : A Lovely Way to Die : James Lawrence
- 1968 : Star! : Le second vendeur chez Cartier
- 1968 : Un shérif à New York (Coogan's Bluff) : L'homme dans Madison Avenue
- 1969 : Dernier été (Last Summer) : Sidney
- 1970 : Lune de miel aux orties (Lovers and Other Strangers) : Le prêtre au confessional
- 1970 : I Never Sang for My Father : Rev. Sam Pell
- 1971 : Jump : Lester
- 1971 : Men of Crisis: The Harvey Wallinger Story de Woody Allen (court-métrage)
- 1971 : Bananas : Semple
- 1971 : Le Dossier Anderson (The Anderson Tapes) : Dr. Rubicoff
- 1971 : Who Killed Mary What's 'Er Name? (en) : Val
- 1972 : A Fan's Notes : Poppy
- 1972 : Up the Sandbox (en) : Dr. Gordon
- 1979 : A Pleasure Doing Business : Herb
- 1979 : C.H.O.M.P.S. : Ralph Norton
- 1990 : Bons baisers d'Hollywood (Postcards from the Edge) : Le grand-père

### Télévision
- 1952 et 1956 : Studio One (série télévisée) : Evans
- 1966-1968 : Dark Shadows (série télévisée) : M. Wells
- 1967 : The Borgia Stick (en) (Téléfilm) : Un avocat
- 1972-1978 : Maude (Maude) (série télévisée) : Dr. Arthur Harmon
- 1975 : Twigs (en) (Téléfilm) : Swede
- 1978 et 1985 : La croisière s'amuse (The Love Boat) (série télévisée) : Charles Custers / Les
- 1978-1986 : Arnold et Willy (Diff'rent Strokes) (série télévisée) : Philip Drummond
- 1979 : Drôle de vie (The Facts of Life) (série télévisée) : Philip Drummond
- 1981 : Child Bride of Short Creek (en) (Téléfilm) : Frank King
- 1987 : Mr. President (en) (série télévisée) : Charlie Ross
- 1996 : Le Prince de Bel-Air (The Fresh Prince of Bel-Air) (série télévisée) : Philip Drummond
- 2011 : Unforgettable (série télévisée) : Un prêtre